# Veronica rubra
Veronica rubra är en grobladsväxtart som först beskrevs av David Douglas och William Jackson Hooker, och fick sitt nu gällande namn av M.M.Mart.Ort. och Albach. Veronica rubra ingår i släktet veronikor, och familjen grobladsväxter. Inga underarter finns listade i Catalogue of Life.

## Bildgalleri

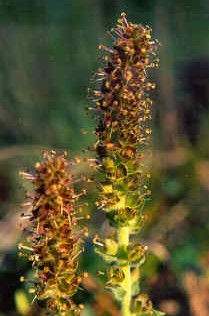